# Cana Verde
Cana Verde é um município brasileiro do estado de Minas Gerais. Situa-se na Região Geográfica Imediata de Lavras.

## História
O município foi criado em 30 de dezembro de 1962, pela Lei Estadual nº 2764, e instalado no dia 1 de março do ano seguinte. Seu primeiro prefeito foi empossado em 1 de setembro de 1963.